# Kreuzkapelle (Weismain)

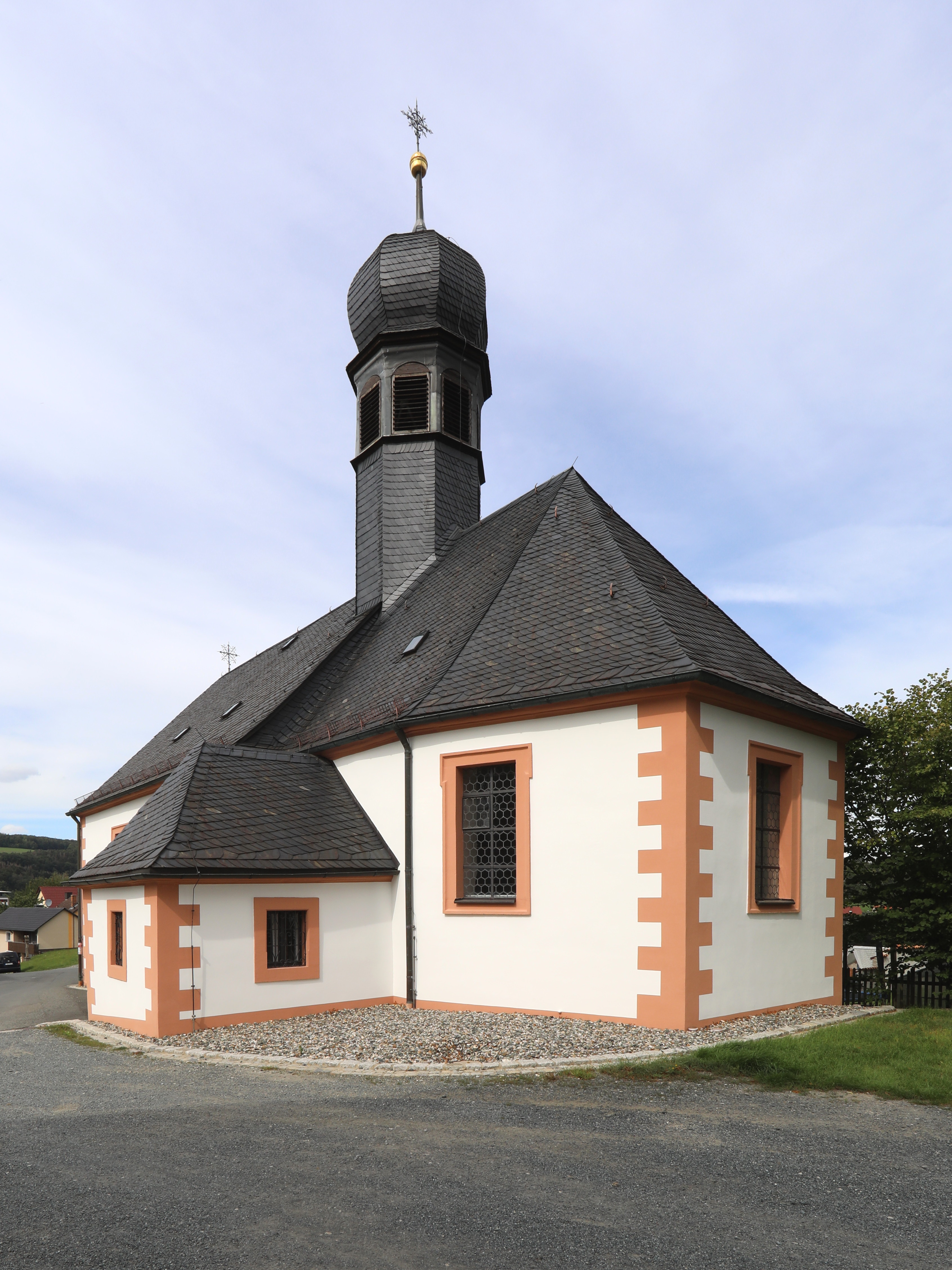
Kreuzkapelle in Weismain

Die römisch-katholische Kreuzkapelle steht am Burgweg der Stadt Weismain im Landkreis Lichtenfels und wurde 1701/1702 errichtet. Das denkmalgeschützte Gotteshaus gehört zur Pfarrei Weismain im Seelsorgebereich Obermain-Jura des Dekanats Coburg (Erzbistum Bamberg).

## Geschichte
Die Kreuzkapelle war das erste größere Bauvorhaben der Weismainer Bürgerschaft nach dem Ende des Dreißigjährigen Kriegs. Sie ersetzte ein Kreuz, zu dem seit 1651 die Karfreitagsprozessionen zogen. Nach den ersten Spenden im Jahr 1695 begann 1701 der Maurermeister Johann Michael Schreinlinhard mit den Arbeiten, die ein Jahr dauerten. Als Entwurfsverfasser wird der Maurermeister Christoph Leidner vermutet, der als Baumeister von schlichten Landkirchen tätig war. Spenden ermöglichten die Ausstattung, unter anderem drei Altäre, eine Orgel und eine Glocke. Am 13. Juni 1706 konsekrierte der Weihbischof in Bamberg Johann Werner Schnatz den Altar der neuen Kapelle. Reparaturarbeiten gab es Ende des 18. Jahrhunderts, als das Dach und der Turm ausgebessert wurden. Im Jahr 1868 ließ die Gemeinde das bauzeitliche Chorgewölbe entfernen und durch eine Flachdecke ersetzen. Im Zuge einer Gesamtrenovierung kam es um 1900 zum Austausch des Hochaltars und Abbau der beiden Seitenaltäre. Die evangelische Kirchengemeinde nutzte die Kapelle von 1945 bis 1960 für ihre Gottesdienste.

## Baubeschreibung
Die Kapelle steht am östlichen Ortsrand am Weg nach Krassach. An dem zur Kapelle führenden Burgweg stehen sieben Kreuzwegstationen aus dem Anfang des 18. Jahrhunderts, als Bildstöcke aus Sandstein gestaltet.
Der einfache Saalbau besteht aus verputzten Sandsteinquadern. Die Fensterrahmungen sind geohrt. Der Innenraum besteht im Osten aus einem eingezogenen Chor mit dreiseitigem Schluss und einer Achse. Den Chorraum überspannt eine Flachdecke. Ein gedrückter Chorbogen verbindet den Chor mit dem westlich anschließenden Langhaus, das zwei Achsen hat und von einer hölzernen Decke mit einem Unterzugsbalken überspannt wird. An der Westwand steht eine einfache, eingeschossige Empore. Das rechteckige Westportal besitzt eine geohrte, profilierte Rahmung. Der Türflügel aus Eichenstolz stammt aus dem späten 18. Jahrhundert. Über der Rahmung befinden sich ein gesprengter Segmentgiebel und ein querrechteckiges Fenster mit geohrter Rahmung. Ein Traufgesims gliedert die Westfassade, die in der oberen Giebelfläche noch ein querovales Fenster hat. Am Zusammenschluss der verschieferten Dachflächen des Langhauses und des Chores steht ein achteckiger Dachreiter mit stichbogigen Schallfenstern und ungefähr kugelförmiger Zwiebelkuppel. Die in der südlichen Chorecke angebaute Sakristei ist ein eingeschossig und hat ein Walmdach.

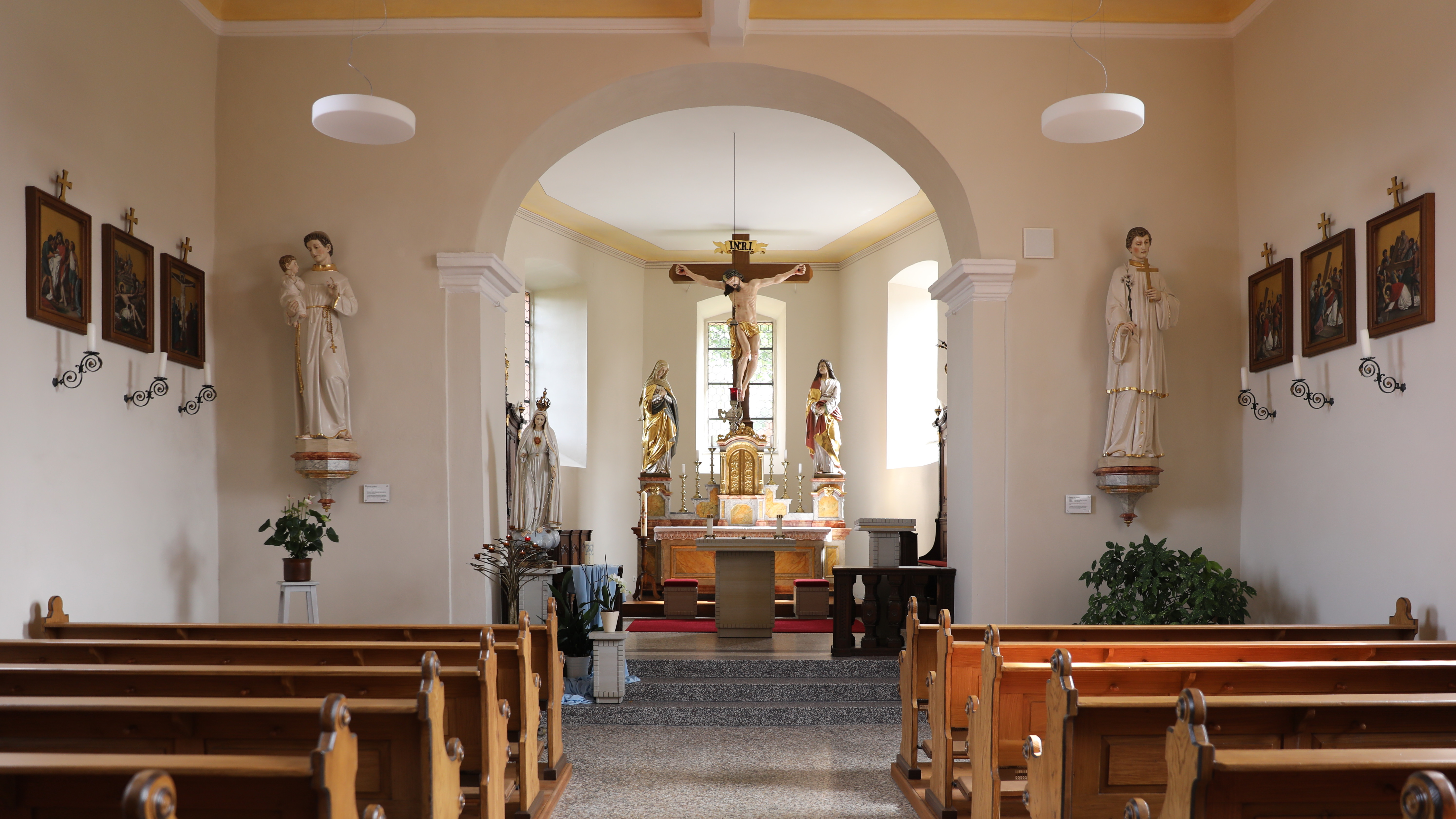
Innenraum

## Ausstattung
Der Altar ist in Formen der Neurenaissance gestaltet. Darüber hängt ein Kruzifixus aus dem 17. Jahrhundert. An den Seiten stehen Holzfiguren der Maria und des Johannes der Täufer, Werke des Bamberger Bildhauers Philipp Dorsch aus dem Jahr 1901. Im Chorraum befinden sich seitlich mit je drei Sitzplätzen zwei Chorbänke aus Eichenholz von 1792. Über den oberen Abschlussgesimsen ist links das Wappen der Familie Handel und rechts der Schenk von Stauffenberg.
Links vom Chorbogen steht auf einer Wandkonsole die Holzfigur des heiligen Aloisius von Gonzaga und rechts des heiligen Antonius von Padua.